# Charlie Ogletree
Charles S. „Charlie“ Ogletree (* 11. Oktober 1967 in Greenville) ist ein ehemaliger US-amerikanischer Segler.

## Erfolge
Charlie Ogletree nahm viermal an Olympischen Spielen mit John Lovell in der Bootsklasse Tornado teil. Sie belegten 1996 in Atlanta zunächst den achten Platz, ehe sie vier Jahre später in Sydney Siebte wurden. Bei den Olympischen Spielen 2004 in Athen erzielten sie 45 Gesamtpunkte, womit sie die Regatta hinter den Österreichern Roman Hagara und Hans-Peter Steinacher abschlossen und die Silbermedaille erhielten. Bei ihren jeweils letzten Olympischen Spielen im Jahr 2008 in Peking kamen sie nicht über den 15. Rang hinaus. Bei Weltmeisterschaften gewannen sie ebenfalls 2004 eine Silbermedaille, als sie in Palma den zweiten Platz erreichten.
Ogletree ist verheiratet.